# Anthem for the Year 2000
Anthem for the Year 2000 è un singolo del gruppo musicale australiano Silverchair, pubblicato nel 1999 ed estratto dall'album Neon Ballroom.
Il brano è stato scritto da Daniel Johns.

## Video
Il videoclip della canzone è stato diretto da Gavin Bowden e vede la partecipazione dell'attrice Maggie Kirkpatrick.

## Tracce
1. Anthem for the Year 2000
2. London's Burning
3. Untitled
4. The Millennium Bug (The Paul Mac Remix)